# Abrissbirne

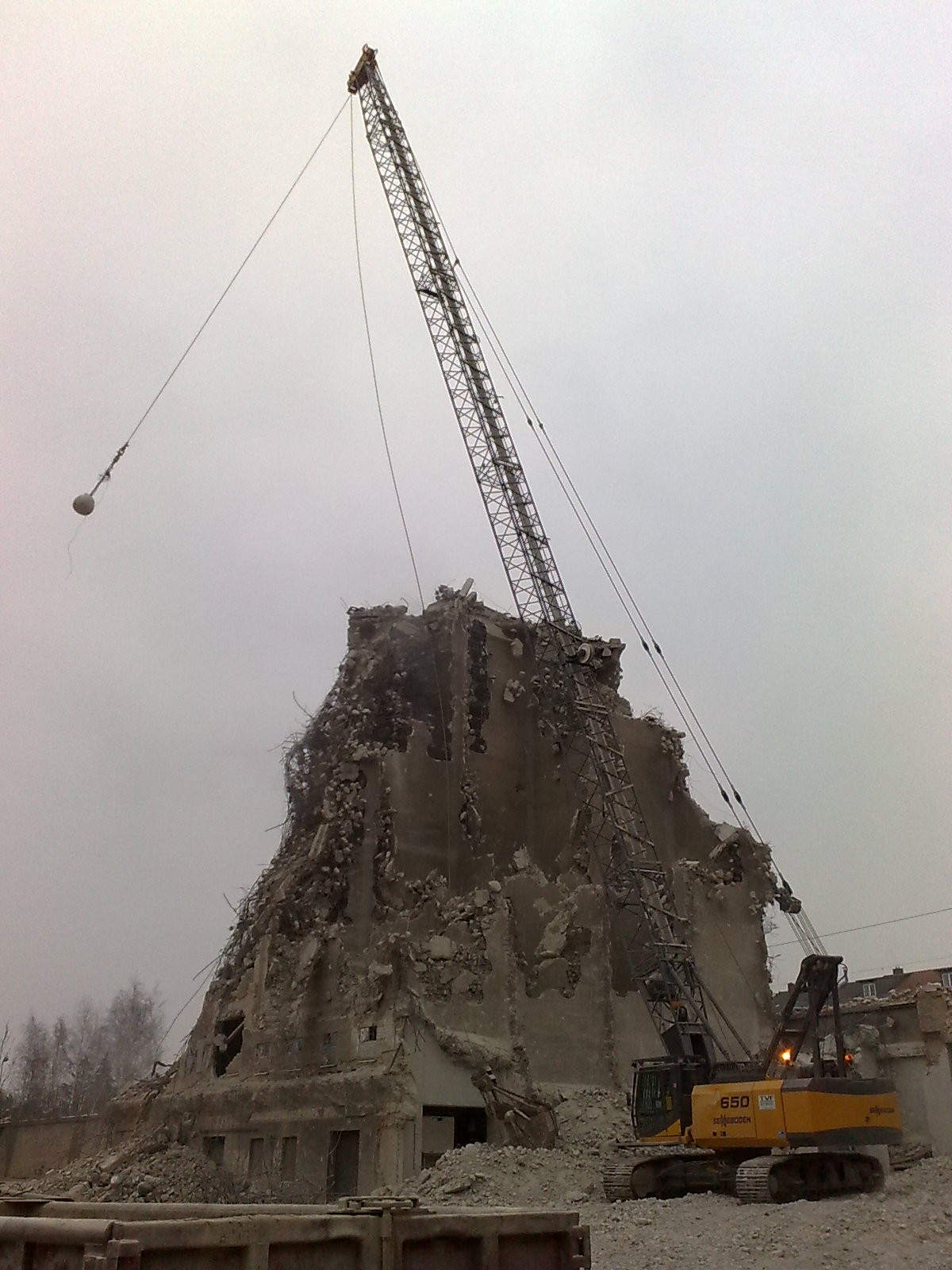
Abrissbirne beim Abbruch des Mühlenspeichers in Dresden-Plauen (2010)

Eine Abrissbirne, auch Stahlmasse, Abbruchbirne, Eisensack, Prallkugel, Abrisskugel oder Trümmerbirne, ist ein Werkzeug zum Abbruch von Gebäuden.

## Funktion
Eine Abrissbirne besteht aus einem birnen- oder kugelförmigen Stück Stahl mit einer Masse von 500 kg bis 8000 kg. Sie wird an einen Seilbagger gehängt und durch eine Drehbewegung des Baggers zum Pendeln gebracht (siehe Video). Durch die Pendelbewegung nimmt sie kinetische Energie auf. Trifft die Abrissbirne auf die abzureißende Wand, wird diese überlastet und zerbricht. Das Verfahren eignet sich gut für Mauerwerk. Bei dickem Stahlbeton ist es aufgrund der hohen (Zug-)Festigkeit von bewehrtem Beton nur begrenzt verwendbar.

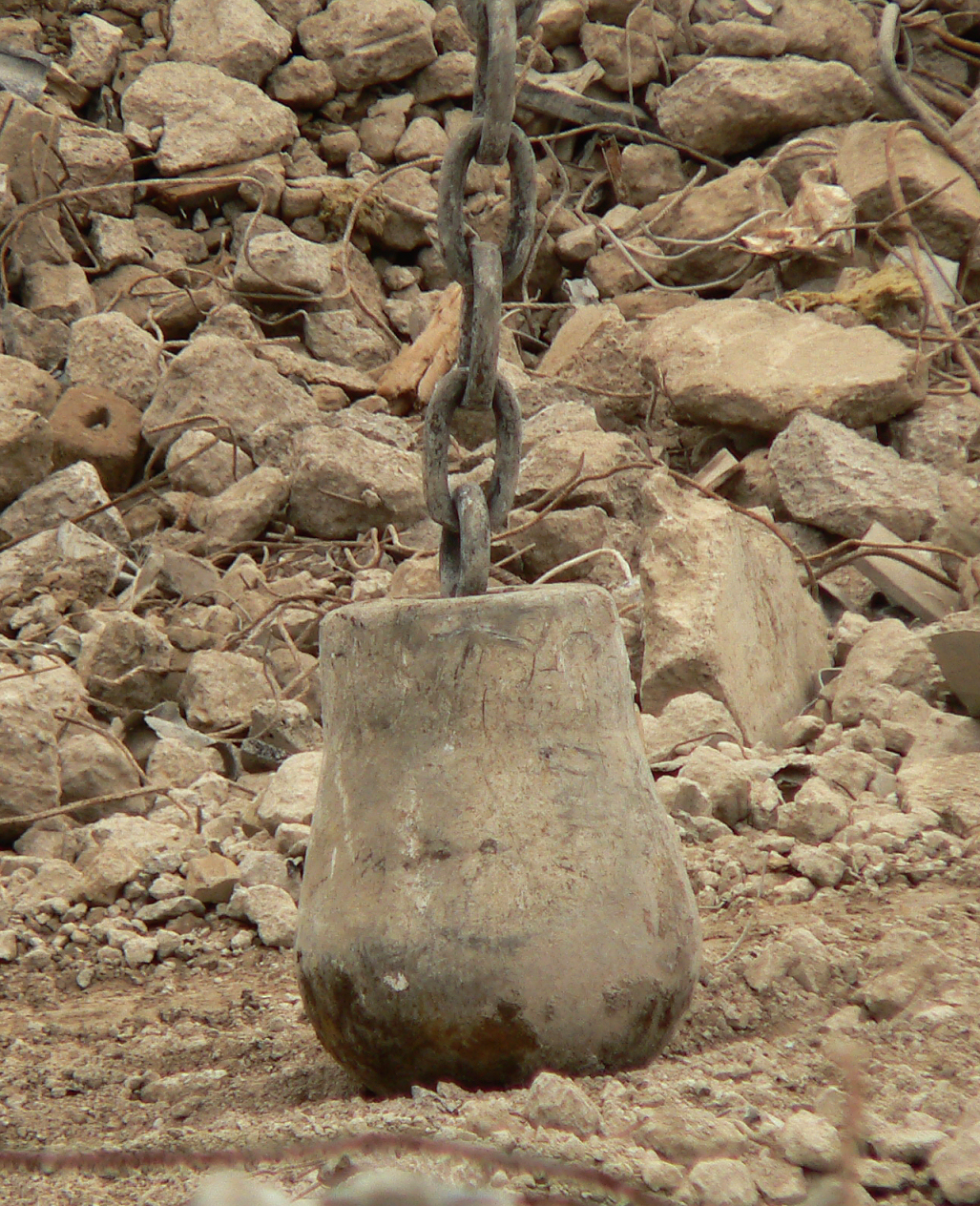
Nahaufnahme einer Abrissbirne
- Abrissbirne beim Abbruch eines Silos in Uetersen (2011)
- Abrissbirne beim Abbruch eines mehrstöckigen Wohnhauses in Augsburg (2024)